# Moda vittoriana

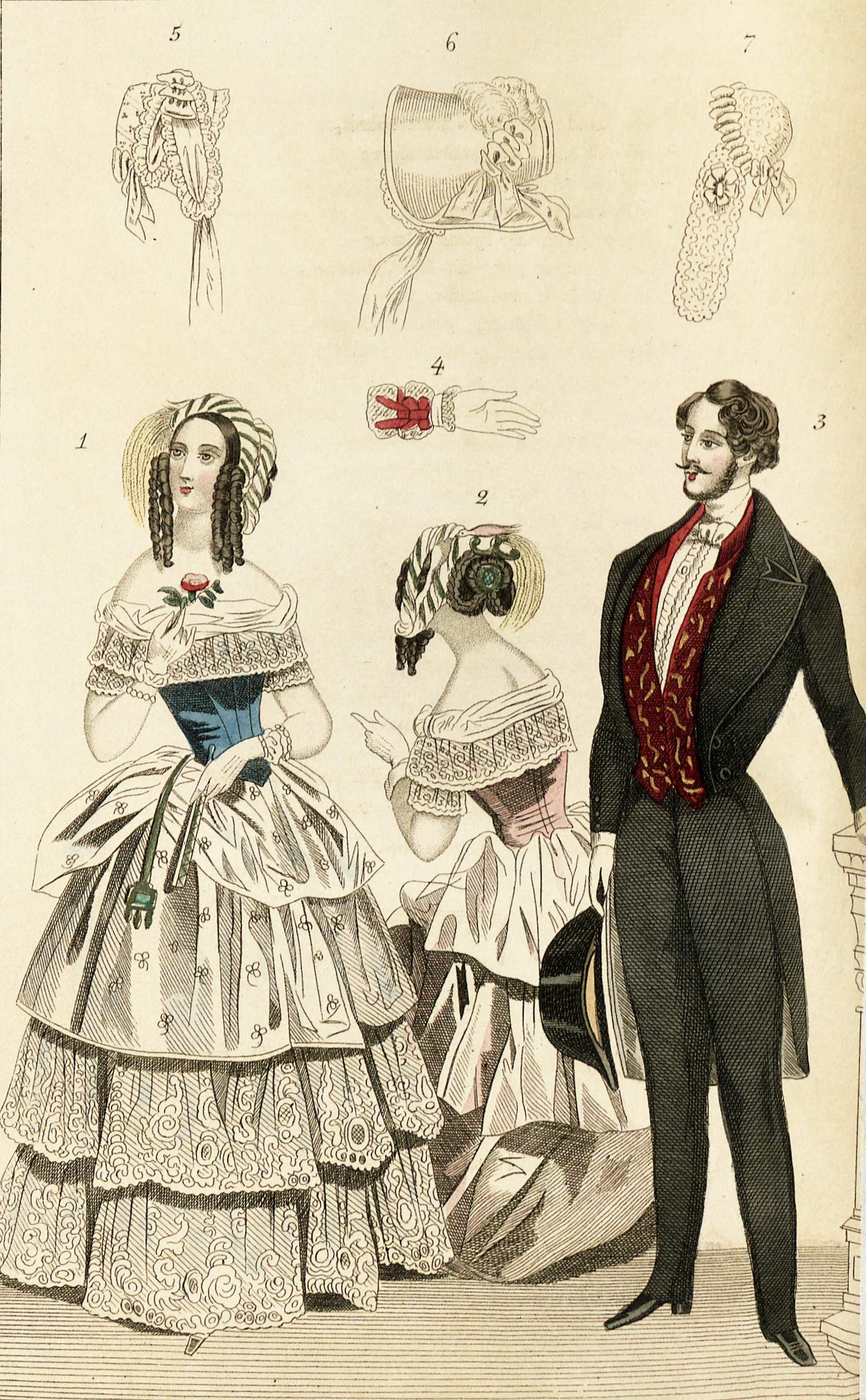
Vestiti alla moda per uomini e donne (1844)

La moda vittoriana comprende le varie mode e tendenze della cultura britannica che emersero e si svilupparono nel Regno Unito durante tutta l'età vittoriana, dal 1830 al 1900 circa. Questo periodo vide molti cambiamenti in fatto di tendenze in voga, rilevabili nei capi d'abbigliamento, nell'architettura, nella letteratura, e nelle arti visive e decorative.
Nel 1905, i vestiti erano confezionati nelle fabbriche e venduti a prezzi fissi nei grandi negozi. I vestiti su misura e il cucito in casa erano ancora diffusi all'epoca, ma in declino. Le nuove macchine e i nuovi materiali consentirono una più diversificata evoluzione dell'abbigliamento.
L'introduzione, a metà del secolo, della macchina per cucire a punto annodato semplificò la confezione dei vestiti sia in casa sia nelle boutique sartoriali, e permise applicazioni ricche di guarnizioni che dal punto di vista dei tempi di esecuzione sarebbero state difficilmente eseguibili a mano. La macchina per il pizzo fece sì che il costo del nuovo pizzo scendesse a una frazione del costo del vecchio. Furono sviluppati nuovi coloranti per tessuti, brillanti ed economici, che andarono a sostituire quelli vecchi di origine animale o vegetale.

## Moda femminile

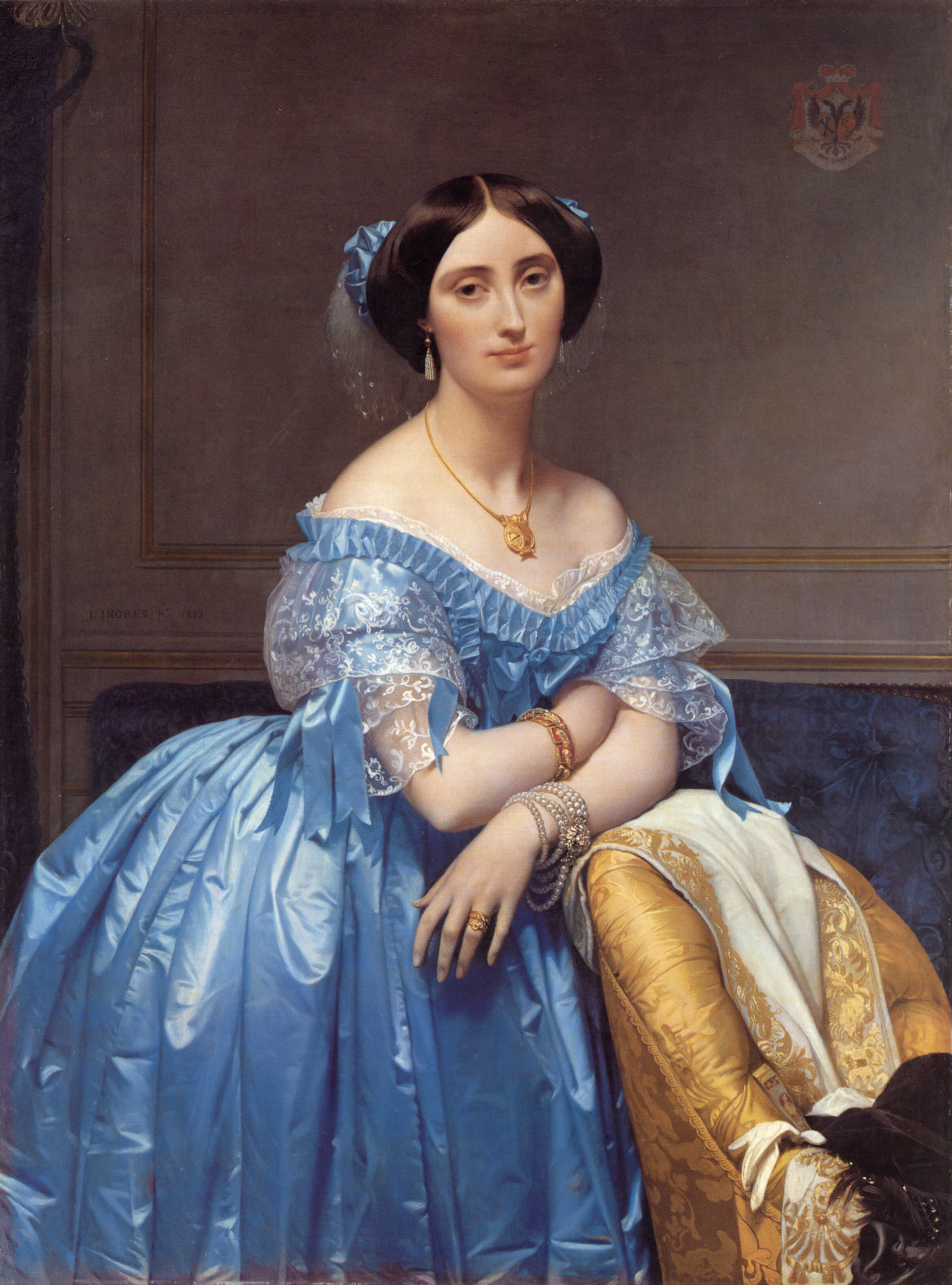
Esempio di abbigliamento femminile: abito da sera (Jean-Auguste-Dominique Ingres, "La Princesse de Broglie" 1853)

Negli anni '40 e '50 del 1800, gli abiti femminili avevano maniche ampie e voluminose. I vestiti erano semplici e di colori pallidi, incorporati da decorazioni floreali realistiche. Corsetto, sottogonna e camicie erano indossati sotto agli abiti. Nel 1850 il numero delle sottogonne diminuì per far spazio alla crinolina, e la larghezza delle gonne aumentò. I vestiti da giorno avevano un corpetto solido mentre quelli da sera avevano una scollatura molto profonda e venivano indossati con degli scialli sulle spalle.
Nel 1860 le gonne divennero più piatte nella parte anteriore e più gonfie dietro. I vestiti da sera avevano scollature profonde e maniche corte, venivano portati con guanti corti di pizzo senza dita o guanti imbottiti fatti ad uncinetto.
Nel 1870, gli abiti da Tè erano stati introdotti in via informale per intrattenimento in casa, e immediatamente crebbero in popolarità. La mania delle gonne a cerchio era svanita e le donne lottavano per uno stile più snello. Gli abiti erano molto stretti lungo il corsetto nel busto, nella vita e nella parte superiore delle cosce; Punch pubblicò molte vignette che mostravano donne impedite nella seduta o nel salire le scale a causa dei loro abiti troppo aderenti. Completavano l'abbigliamento di questo periodo piccoli cappelli calati sulla fronte, e acconciature ricche di elaborati riccioli. Alcune donne indossavano posticci chiamati "scalpettes" e "frizzettes" per aggiungere volume ai loro capelli.
I vestiti per la caccia prevedevano gonne drappeggiate sulla caviglia, indossate con stivali o ghette, mentre l'abbigliamento indossato per le camminate una lunga giacca e una gonna, indossata con il trambusto, e un piccolo cappello o una cuffia. I viaggiatori portavano lunghi cappotti, come ad esempio lo spolverino.
Quando l'epoca vittoriana stava volgendo al termine la figura femminile cambiò ancora una volta. Si può paragonare la forma del corpo assunta dalle donne in quel periodo a un triangolo invertito: un cappello a tesa larga in cima, un body nella parte superiore del corpo con maniche a sbuffo, tournure e una gonna che si restringeva alle caviglie (ovvero la "hobble skirt", un tipo di gonna terminante con uno strettissimo orlo, in grado di mettere in seria difficoltà di movimento chi la indossava, che fu una moda passeggera, affermatasi poco dopo la fine dell'età vittoriana).
Nel 1890, l'ultimo decennio dell'era vittoriana, la moda femminile era caratterizzata da colli alti, tenuto in posizione da collari, e corpetti rigidi di osso. Da questo momento, non c'erano né le crinoline, né busti.

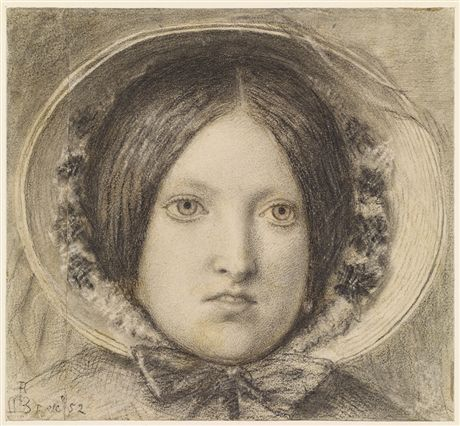
Emma Hill, disegnata da Ford Madox Brown nel 1853.

### Cappelli
I cappelli femminili durante l'epoca Vittoriana sono stereotipicamente visti come enormi e carichi di piume e fiori. In realtà si sono evoluti attraverso molte tendenze nel corso dei decenni, prima di raggiungere lo stile di moda del periodo tardo-vittoriano.
La struttura esagerata di certi elementi del vestiario vittoriano faceva parte dello sforzo da parte dello stilista di enfatizzare la linea femminile in voga al momento. La modisteria fu incorporata in questa strategia di design. Durante le prime decadi dell'era vittoriana le voluminose gonne sostenute dalle crinoline e poi dalle gonne a cerchio erano il fulcro della silhouette. Per migliorare lo stile senza venirne distratti, i cappelli erano di modeste dimensioni e la scelta più popolare fu quella di cappellini in paglia e tessuto. Durante l'Età della Reggenza cominciò a diffondersi il "poke bonnet", un cappello a visiera legato con dei nastri sotto il mento, dotato di un largo e arrotondato bordo anteriore che richiamava le gonne a campana. Il bordo crebbe sempre di più fino agli anni '30 del 1800, quando divenne così ampio che il volto di chi lo indossava poteva essere visto solo frontalmente.
Gli enormi cappelli a tesa larga venivano addobbati con elaborate creazioni di fiori di seta, nastri, piume esotiche, quando non direttamente con interi uccelli imbalsamati. Il largo uso di piumaggi per la decorazione dei cappelli, nel periodi a cavallo tra la fine del XIX e l'inizio del XX secolo, causò la morte di decine di migliaia di uccelli, soprattutto in Florida, ad opera di cacciatori. 
Contro questa pratica si levarono le voci di molti ambientalisti del tempo, fra cui Harriet Hemenway, fra le fondatrici nel 1886 della Massachusetts Audubon Society, che si schierò pubblicamente contro il massacro commerciale degli uccelli per confezionare cappelli femminili e la giornalista e attivista americana Adeline Knapp.

## Moda maschile
Negli anni 40 del 1800, gli uomini indossavano lunghi cappotti aderenti oppure gilet e giubbotti. I giubbotti erano a singolo o a doppio petto, con il fazzoletto o con il collo rivoltato. Per le occasioni più formali si portava un cappotto da giorno, come il frac, indossato con pantaloni leggeri, mentre per la sera un completo di colore scuro con una giacca a coda e dei pantaloni. Le camicie erano fatte di lino o di cotone, con il colletto basso, di tanto in tanto rivolto verso il basso, ed erano indossati con cravatte normali o ampie. I pantaloni avevano la zip frontale, mentre i calzoni erano utilizzati per funzioni più formali e quando si andava a cavallo. Gli uomini indossavano cappelli a cilindro a larghe falde nelle giornate di sole.
Negli anni 50, gli uomini iniziarono ad indossare camicie con alti colletti e cravatte legate a fiocco, o legate con un nodo con le estremità sporgenti come ali. La borghesia ha continuato a indossare cappelli a cilindro mentre quelli a bombetta erano indossati dalla classe operaia.
Negli Anni Sessanta, gli uomini iniziarono ad indossare più ampie cravatte che erano legate con un fiocco o avvolte in un nodo allentato e fissato con una spilla da cravatta. I frac erano stati accorciati al ginocchio e indossati per gli affari, mentre i cappotti a sacco con lunghezza fino a metà coscia lentamente sostituirono il frac con la redingote per occasioni meno formali. I cappelli a cilindro divennero brevemente molto alti con una forma tipo "tubi da stufa", ma una varietà di altre forme erano altrettanto popolari.
Durante gli anni 70, gli abiti a tre pezzi erano cresciuti in popolarità come le camicie con tessuti in fantasia. Andavano di moda le ascot tie, un modello particolare di cravatte. Una cravatta fatta da un nastro stretto era un'alternativa per climi tropicali, specialmente in America. Sia vestito e cappotti a sacco divennero sempre più corti. Durante la navigazione si portavano i cappelli di paglia.
Durante gli anni 80, l'abito da sera formale è rimasto un completo di colore scuro formato da una giacca a coda abbinata a dei pantaloni, con un gilet e cravatta bianca, e sotto al completo si usava portare una camicia con un collare "alato". A metà del decennio, la giacca smoking per la sera, detta "tuxedo", è stata utilizzata in più occasioni formali. Il Norfolk e la giacca in tweed di lana abbinata a dei calzoni erano utilizzati per l'attività all'aria aperta come la caccia o il tiro al piattello. Il soprabito con lunghezza al ginocchio, spesso con contrasto in velluto, con collo di pelliccia era indossato in inverno. Le scarpe da uomo avevano tacchi più alti e una punta stretta.
A partire dal 1890 è stato introdotto il blazer, ed è stato indossato per lo sport come ad esempio la vela ed altre attività occasionali.
Durante tutta l'epoca vittoriana gli uomini portarono capelli corti, accompagnati da barba, baffi o basette. Un volto completamente rasato non tornò in voga fino alla fine del 1880.
Distinguere ciò che gli uomini realmente indossavano da ciò che era commercializzato per loro in riviste e pubblicità è problematico, in quanto non esistono documentazioni affidabili.

## Vestiti da lutto

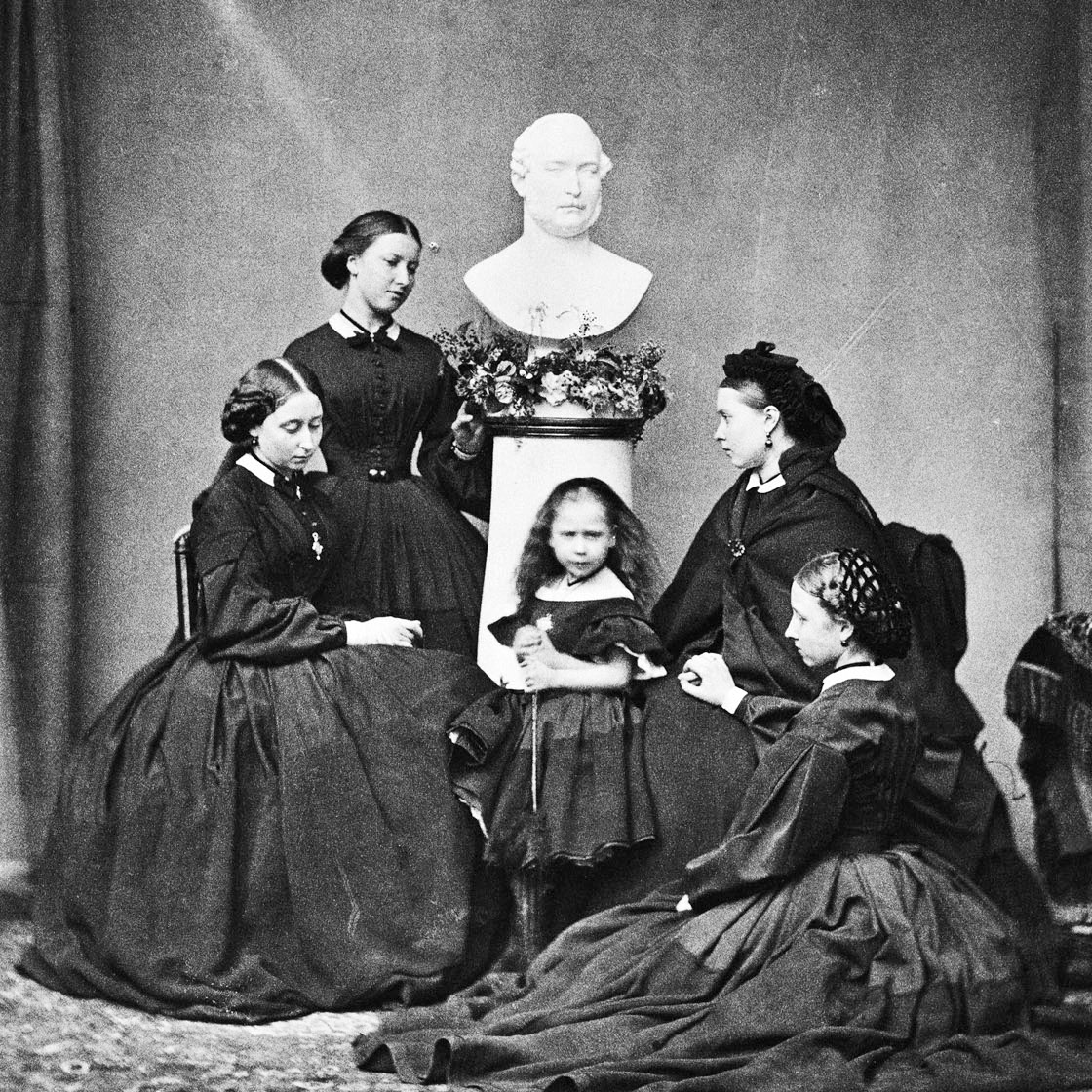
Le cinque figlie della Regina Vittoria (Alice, Helena, Beatrice, Victoria e Louise) vestite a lutto per la morte del padre, Principe Alberto (1862).

In Inghilterra il colore del lutto era il nero. I costumi e l'etichetta degli uomini, ma soprattutto delle donne, durante il lutto furono molto rigidi per gran parte dell'era vittoriana. Le aspettative per questo periodo dipendevano da una gerarchia basata sulla relazione con la persona deceduta. Più stretta era questa relazione, più a lungo si doveva rispettare il lutto e vestire di nero. Il vestiario totalmente nero era definito "primo lutto" e aveva un preciso abbigliamento con tessuti specifici, la cui durata era tra i 4 e i 18 mesi. Dopodiché si passava al "secondo lutto" con meno nero. A seguire il "lutto ordinario" e il "mezzo lutto". Alcune di queste fasi erano accorciate o saltate del tutto se la relazione con il defunto era più distante. Il "mezzo lutto" era un periodo di transizione dove si smetteva di indossare il nero e si sostituiva con colori accettati come il malva e il lavanda, considerati accettabili poiché nella Chiesa d'Inghilterra (o nelle chiese cattoliche) era tradizione indossare quei colori durante i servizi funebri per rappresentare la Passione di Cristo.

### Norme per il lutto
Manners and Rules of Good Society, or, Solecisms to be Avoided (Londra, Frederick Warne & Co., 1887) ci dà chiare istruzioni, come le seguenti:
| Relazione con il deceduto                          | Primo lutto | Secondo lutto      | Lutto ordinario | Mezzo lutto                                                                     |
| -------------------------------------------------- | --- | ------------------ | --- | ------------------------------------------------------------------------------- |
| Moglie per il marito                               | 1-anno, 1-mese; bambagina fatta di stoffa composta da tessuto crêpe; berretto da vedova, cuffie rasate, colletti                      | 6 mesi: meno crêpe | 6 mesi: niente crêpe, la bambagina è rimpiazzata da seta o lana; negli ultimi 3 mesi potevano essere aggiunti i gioielli di giaietto e i fiocchi | 6 mesi: i colori permessi erano: grigio, lavanda, malva, e nero/grigio assieme. |
| Figlia per un genitore                             | 6 mesi: nero con crêpe nera o bianca (per le ragazze giovani); niente cuffie di lino o colletti; niente gioielli per i primi due mesi | 4 mesi: meno crêpe | – | 2 mesi: come sopracitato                                                        |
| Moglie per i genitori del marito                   | 18 mesi vestita di bambagina nera con tessuto crêpe                                                                                   | –                  | 3 mesi in nero | 3 mesi come sopracitato                                                         |
| Genitori per figlio - o per i genitori della nuora | Bracciale nero in ricordo di una persona scomparsa                                                                                    | –                  | 1 mese di vestiario nero | –                                                                               |
| Seconda moglie per un genitore della prima moglie  | – | –                  | 3 mesi di vestiario nero | –                                                                               |

La complessità di queste regole di etichetta si estendeva a periodi specifici di lutto ed abbigliamenti specifici per fratelli, genitori adottivi, zie e zii che si distinguono per sangue e per matrimonio, nipoti, primi e secondi cugini, bambini, neonati e "connessioni" (che avevano il diritto di lutto regolare per un periodo di 1-3 settimane, a seconda del livello di intimità). Gli uomini erano tenuti a indossare il nero del lutto in misura minore rispetto alle donne, e per periodi di tempo più corti. Dopo la metà del diciannovesimo secolo gli uomini indossavano un cappello e un abito nero, ma solo per la metà del tempo previsto per le donne, e ci si aspettava che le vedove piangessero per tre mesi, anche se il periodo di tempo corretto previsto era fino a quattro anni.
Le donne che piangevano il lutto per più tempo rispetto a quello previsto erano rispettate in pubblico per la loro devozione ai defunti, e l'esempio più importante è la stessa Regina Vittoria. Le donne con meno risorse finanziarie cercavano di tenere il passo con l'esempio fissato dalle classi medie e superiori facendo tingere i loro vestiti quotidiani. I tintori infatti fecero la maggior parte dei loro incassi durante il periodo vittoriano, per la tintura degli abiti per il lutto.

## Decorazioni per la casa
Le decorazioni per la casa iniziarono come frugali e spartane ma poi virarono allo stile decorato e drappeggiato che oggi ricordiamo come, appunto, vittoriano, e infine abbracciarono lo stile retro-chic di William Morris e le decorazioni pseudo-giapponesi.

## Stereotipi contemporanei

### La pruderie vittoriana

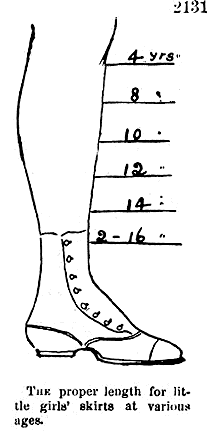
"La lunghezza adeguata delle gonne delle giovani ragazze di varie età", da Harper's Bazaar, mostra l'idea novecentesca di come l'orlo dovrebbe scendere verso la caviglia man mano che la ragazzina cresce d'età.

L'abbigliamento da uomo è visto come formale e rigido, quello da donna elaborato ed esagerato. Ci viene detto che l'abbigliamento copriva tutto il corpo, e anche lo scorcio di una caviglia era da considerarsi scandaloso. I critici asseriscono che i corsetti costringevano i corpi e le vite delle donne. Le case sono descritte come cupe, scure, ingombre di mobili massicci ed esagerati, e con una proliferazione di bric-à-brac. Il mito vuole che anche le gambe del pianoforte venissero coperte perché considerate scandalose.
Naturalmente, molto di tutto ciò è falso, o è una grossolana esagerazione. L'abbigliamento formale da uomo potrebbe essere stato meno colorato di quanto non fosse nel secolo precedente, ma gilet brillanti e le fasce di seta fornivano un tocco di colore, inoltre gli smoking e le vestaglie spesso erano broccati orientali. Questo fenomeno è stato il risultato del settore manifatturiero tessile crescente, lo sviluppo di processi di produzione di massa, e un aumento di tentativi di mercato per la moda dell'uomo.
I corsetti sottolineavano la sessualità di una donna, esagerando fianchi e busto in contrasto con la vita sottile. I vestiti da sera delle donne mettevano a nudo le spalle e la parte superiore del seno. Gli abiti in jersey del 1880 probabilmente coprivano tutto il corpo, ma il tessuto elastico si adattava al corpo come un guanto.
L'arredamento per la casa non era necessariamente ornato o imbottito. Tuttavia, coloro che potevano permettersi tendaggi sontuosi e ornamenti costosi, e volevano mostrare la loro ricchezza, spesso arredavano in quel modo. Dal momento in cui l'epoca vittoriana fu uno dei periodi di maggiore mobilità sociale, ci furono sempre più nuovi ricchi che esibivano un ricco spettacolo.
Gli elementi usati nella decorazione possono anche essere stata più scuri e più pesanti di quelli utilizzati oggi, ma fu semplicemente una questione di praticità. Londra era rumorosa e la sua aria era piena di fuliggine a causa degli innumerevoli incendi da carbone. Quindi, coloro che potevano permetterselo, drappeggiavano le loro finestre in pesanti tende, per avere un suono attutito, e sceglievano i colori scuri, che non mostrassero subito la fuliggine. Visto che tutto il lavaggio era fatto a mano, le tende non erano lavate con la frequenza con cui potrebbero essere lavate oggi.
Non vi è alcuna prova reale che le gambe del pianoforte erano davvero considerate scandalose. Pianoforti e tavoli erano spesso drappeggiati con scialli o panni, ma se gli scialli nascondevano qualcosa, quel qualcosa era l'economicità dei mobili. Ci sono riferimenti a famiglie della classe medio-bassa che coprivano i loro tavoli di legno di pino piuttosto di dimostrare che non potevano permettersi il mogano. La storia delle gambe del pianoforte sembra aver avuto origine nel libro datato 1839, "A Diary in America" scritto dal capitano Frederick Marryat come un commento satirico sul perbenismo americano.
I costumi vittoriani, tuttavia, potrebbero essere stati tanto rigorosi come immaginiamo, in una visione di superficie. Molti semplicemente non parlavano pubblicamente di sesso, del parto e queste cose, almeno nelle rispettabili classi medie e superiori. Tuttavia, come è noto, questa discrezione copriva una moltitudine di peccati. La prostituzione prosperava. Uomini e donne delle classi superiori spesso indulgevano in legami di adulterio.
Appropriazioni culturali moderne di stili dell'epoca vittoriana
Nato negli anni '80 del Novecento come sottogenere della narrativa fantastica-fantascientifica, lo Steampunk è diventato anche uno stile artistico e architettonico, una moda di abbigliamento, una sottocultura ispirata alla storia britannica del XIX secolo. Nel campo della moda, l'estetica neo-vittoriana si mescola con lo stile moderno o post-apocalittico, presentando corsetti, sottovesti, frac e cappelli a cilindro, accompagnati da oggetti come maschere a gas, pistole a raggi, telefoni cellulari modificati per conferire loro un aspetto vittoriano. 
Influenze della moda vittoriana sono anche presenti nella moda aristocratica e nella moda Lolita, entrambe fiorite in Giappone.